# David Weir
David Gillespie Weir (født 10. maj 1970 i Falkirk, Skotland) er en skotsk tidligere fodboldspiller, der spillede som forsvarsspiller. Han spillede på klubplan hos Falkirk, Hearts og Rangers i hjemlandet, samt for Everton i England.
Weir vandt med Hearts den skotske pokalturnering i 1998. Med Rangers F.C. blev han i både 2009 og 2010 skotsk mester.

## Landshold
Weir blev desuden noteret for 69 kampe og én scoring for Skotlands landshold, som han debuterede for helt tilbage den 27. maj 1997 i et opgør mod Wales. Året efter var han en del af den skotske trup til VM i Frankrig. 

## Titler
Skotsk Premier League
- 2009 og 2010 med Rangers F.C.

Skotsk FA Cup
- 1998 med Hearts
- 2008 og 2009 med Rangers F.C.

Skotsk Liga Cup
- 2008 og 2010 med Rangers F.C.